# Метрологические характеристики
В рамках метрологии, метрологические характеристики — это характеристики средств измерений, определяющие возможность практического получения результатов измерений (их величины и погрешности).
Качественной характеристикой измеряемой величины является её размерность (вольт, ампер, килограмм и т.д.), а количественной её величина (миллиграмм, килотонна, нано ампер), соответственно средство измерение имеет определённое устройство и соответствующие характеристики.
Номенклатура метрологических характеристик включает в себя: функцию преобразования измерительного преобразователя, значение однозначной или многозначной меры, цену деления шкалы или многозначной меры, вид выходного кода, разрядность средства измерения, характеристики погрешностей (систематическая и случайная часть, их величины и разброс), характеристики чувствительности, динамические показатели средств измерения (импульсные переходные, амплитудно-фазовые, амплитудно-частотные и другие).
На практике метрологические характеристики используются для подбора и правильного использования подходящего средства измерения. Простым примером может быть вольметр с растянутой шкалой: он даёт меньшую погрешность в определённом диапазоне измерений. Таким образом, размерность, величина, и характеристики изменения физической величины во времени, также как и требуемая величина погрешности составляют требуемые в данном случае метрологические характеристики.
Применение средства измерения с подходящими метрологическими характеристиками позволяет минимизировать издержки разработки или изготовления измерительного комплекса. Простым примером может быть приборная панель автомобиля: её стрелочные приборы показывают обычно нахождение показателей автомобиля в одном из трёх диапазонов: меньше нормы, в норме, и больше. В данном случае избыточная точность средства измерения не нужна.